# Вероніка Пачоського
Вероніка Пачоського (Veronica paczoskiana) — вид трав'янистих рослин родини подорожникові (Plantaginaceae), ендемік України.

## Опис
Багаторічна рослина 35–75 см заввишки. Стебла нижче середини й нижні листки зовсім голі. Вся рослина темно-зелена. Стеблові листки зазвичай довгі й вузькі, 1–10 см завдовжки, 1–1.5 мм шириною, з черешком у нижніх — до 2–3.5 см завдовжки.

## Поширення
Ендемік України.
В Україні зростає в Поліських і південніших пристепових борах або суборах по Дніпру з його притоками і Сів. Дінцю. Входить у переліки видів, які перебувають під загрозою зникнення на територіях Донецької й Київської областей.